# 12787 Abetadashi
12787 Abetadashi eller 1995 SR3 är en asteroid i huvudbältet som upptäcktes den 20 september 1995 av de båda japanska astronomerna Kazuro Watanabe och Kin Endate vid Kitami-observatoriet. Den är uppkallad efter amatörastronomen Tadashi Abe.
Asteroiden har en diameter på ungefär 4 kilometer.